# Hans Helfritz (Komponist)

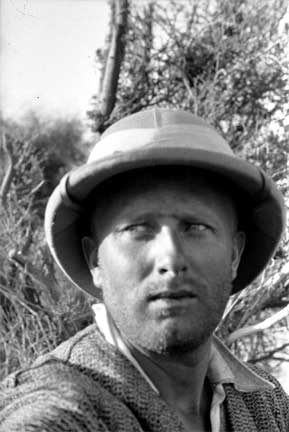
Hans Helfritz

Hans Helfritz (* 25. Juli 1902 in Hilbersdorf bei Chemnitz; † 21. Oktober 1995 in Duisburg) war ein deutscher Komponist, Musikwissenschaftler, Schriftsteller und Fotograf.

## Leben
Auf Drängen seiner Eltern begann Hans Helfritz eine Lehre als Bankkaufmann, die er jedoch bald abbrach, um in Berlin und Wien ein Studium von Musik und Musikwissenschaft zu beginnen. Angeregt von seinem Lehrer Erich von Hornbostel bereiste er 1930 Ägypten, Palästina, Syrien und den Irak, um Volksmusik für musikethnologische Forschungen zu sammeln. 1935 reiste er dazu nach Indien, Sri Lanka, Malaysia, in die Republik China und Singapur.
Helfritz drehte weiterhin im Auftrag der UFA Filme über den Jemen und Mexiko. Dabei umging er bewusst die von Joseph Goebbels verordnete Richtlinie, fremde Völker als kulturell minderwertig darzustellen.
1939 floh Helfritz, dessen Homosexualität und politische Haltung ihm die Feindschaft des NS-Staates eingebracht hatten, zunächst nach Brasilien und Bolivien, bevor er sich in Chile niederließ. Als offizieller Fotograf nahm Helfritz an der chilenischen Antarktis-Expedition teil. Ende der 1940er Jahre wurde er chilenischer Staatsbürger.
Nachdem Helfritz in den 1950er Jahren Mittelamerika und Westafrika archäologisch und ethnologisch erkundet hatte, veränderte er seine Tätigkeit zunächst zum Reiseleiter, dann zum Vortragsreisenden. 1959 ließ er sich auf Ibiza nieder.

## Werk

### Komponist

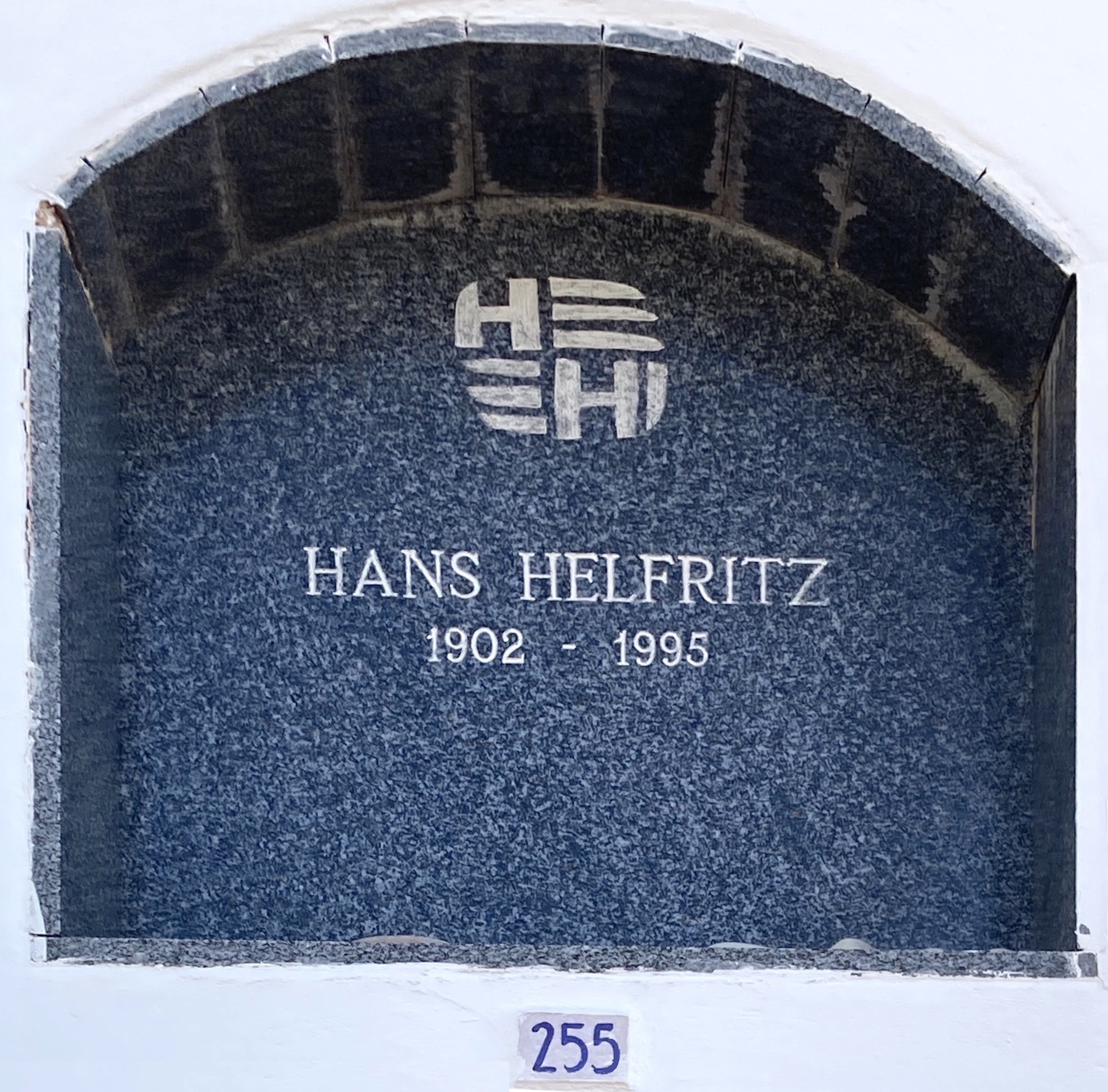
Grabplatte von Hans Hefritz auf dem Friedhof von San Agustin, Ibiza

Als Komponist begann Helfritz angeregt von der atonalen Musik Arnold Schönbergs, vom Jazz und der Sprache Paul Hindemiths, dessen Schüler er auch kurzzeitig war. Eine weitere Zusammenarbeit in den 30er Jahren verband ihn mit Carl Orff. Hellfritz beschäftigte sich früh mit den damals neuartigen Formen der Radio- und Filmmusik, seine Filme stattete er mit eigener Musik aus. Helfritz' Stil zeichnet sich durch große Klarheit in Satz und Instrumentation aus, er bevorzugte kleine Ensembles und die Technik des linearen Kontrapunkts.

### Schriftsteller und Fotograf
Als Schriftsteller wurde Hans Helfritz vor allem durch zahlreiche Reiseberichte bekannt. Seine Veröffentlichungen reichten vom Jugendbuch bis zu kunsthistorischen und ethnologischen Darstellungen außereuropäischer Völker. Sein fotografischer Nachlass (über 80.000 Aufnahmen) findet sich im Rautenstrauch-Joest-Museum der Stadt Köln.

## Schriften
- Marokko-Berberburgen und Königsstädte des Islam. DuMont Schauberg, Köln 1970, ISBN 3-7701-0517-7.
- Entdeckungsreisen in Süd-Arabien. Auf unbekannten Wegen durch Hadramaut und Jemen (1933 und 1935). DuMont, Köln 1977, ISBN 3-7701-1023-4.
- Südamerika: Präkolumbianische Hochkultur und die Kunst der Kolonialzeit. Ein Reisebegleiter zu den Kunststätten in Kolumbien, Ekuador, Peru und Bolivien. 9. Auflage. DuMont, Köln 1988, ISBN 3-7701-0624-5.
- Likan Antai/Im Land der Atacameños. In: Kosmos. Heft 12. Franck’sche Verlagsbuchhandlung, Stuttgart 1954, S. 561–566.
- Arabien: Die letzten Wunder der Wüste. P. List, Leipzig 1944.
- Im Lande der Königin von Saba. E. Brockhaus, Wiesbaden 1952.
- Die Osterinsel, Fretz & Wasmuth, Zürich, 1953.
- Neugier trieb mich um die Welt, DuMont, Köln 1990, ISBN 3-7701-2640-8